# Upplands runinskrifter 543
Upplands runinskrifter 543 är ett vikingatida runstensfragment av grå sandsten som tidigare fanns i Husby-Sjuhundra kyrka, Husby-Sjuhundra socken och Norrtälje kommun. Stenen fanns någonstans i närheten av kyrkans altare, troligen inmurad i väggen. På 1800-talet rapporterades att stenen saknades i kyrkan. 1915 återfanns två stycken av stenen vid kronoboställets manbyggnad. Det mindre av de två styckena har sedan förkommit. Det bevarade stycket har enbart ornamentik och är 0,65 meter högt samt 0,62 meter brett. Det fragmentet finns kvar vid kronobostället.

## Inskriften
Translitterering av runraden:
[...--sin ...ʀ iua sia...]
Normalisering till runsvenska:
... ... ... ...
Översättning till nusvenska:
...